# Thermes antiques de Lyon
Les thermes antiques de Lyon désignent plusieurs établissements thermaux romains situés à Lyon, en France. Le plus important de ceux découverts est celui de la rue des Farges bâti sur le flanc de la colline de Fourvière, possiblement désigné sous le nom de thermes d'Apollon selon un faisceau ténu d'indices.

## Thermes de la rue des Farges

### Histoire
En 1970, pour élargir la rue des Farges à la suite de l'augmentation du trafic routier vers l'ouest lyonnais, plusieurs immeubles anciens sont détruits entre la place des Minimes et la montée du Télégraphe.
Aucun travail archéologique n'est réalisé, et ces travaux détruisent des structures antiques alors que ce site est le plus ancien de la colline de Fourvière. En 1973, une demande d'autorisation de fouilles est refusée par la Ville de Lyon, propriétaire du terrain, et des terrassements au mois d'août détruisent de nouveaux vestiges.
À la fin de 1973, Amable Audin, directeur des fouilles municipales de Lyon, fait des sondages en creusant des tranchées à la pelle mécanique. Il repère un mur monumental.
L’année 1974 marque la fouille des thermes romains, avec une fouille systématique qui démarre en octobre. Les archéologues lyonnais avaient antérieurement repéré des vestiges romains, deux salles voutées souterraines qu'Amable Audin avait, dans ses théories sur les martyrs de Lyon, interprétées comme la prison où avaient été enfermés les détenus chrétiens. La découverte des thermes invalida cette théorie.
Les fouilles conduites de 1974 à 1980 sur une surface d’un hectare ont mis au jour un quartier daté de la fin du Ier siècle et abandonné à la fin du IIe siècle ou au début du IIIe siècle : Ce quartier se découpe en trois terrasses superposées orientées est ouest. 
Deux salles souterraines faisant partie des thermes ont été classées monument historique en 1975. L'équipe archéologique de la Ville de Lyon les a consolidées en 1982.

### Description

#### Thermes

Les thermes en bleu, les terrasses supérieures découvertes lors des fouilles en jaune et les voies romaines en orangé.

Le bâtiment d'origine est estimé à environ 75 mètres de long sur l'axe nord-sud et 50 mètres de large : même si les fouilles n'ont permis d'en examiner qu'une partie, notamment la façade sud sur 20 à 30 mètres et le mur de soutènement sur 55 mètres, deux murs et un égout ont été aperçus lors de travaux dans la cour du lycée Jean Moulin en 1941 qui peuvent correspondre à la ruelle repérée par Camille Germain de Montauzan entre 1913 et 1914 et donc à la façade nord de l'édifice.
Il a été construit sous le règne de Claude ou de Néron, puis modifié tout au long des deux siècles de son fonctionnement, avec une reconstruction partielle au IIe siècle.
De nombreuses briques de suspensura portent la marque CCCAL (pour Colonia Copia Claudia Augusta Lugdunum), ce qui montrerait que ces thermes ont été construits par la municipalité alors qu'ils sont le plus souvent financés par de riches particuliers ou l'empereur lui-même.

#### Deux terrasses supérieures
Les vestiges les plus anciens sont une maison à atrium datée des années -30, soit les débuts de la colonie romaine de Lugdunum. Ses murs sont en briques crues reposant sur des soubassements en galets liés au mortier ou à l’argile. 
Vers 30-40, le quartier est reconstruit : les thermes sont édifiés, des murs de soutènement créent deux terrasses supérieures, traversées par une rue orientée nord-sud et abritant une zone d’habitations. La maison à atrium est remplacée par une grande domus à péristyle, dite « maison aux masques ». Sa partie dégagée compte 14 pièces d’habitation, avec des traces de peintures murales. Elle est bordée à l’est par quatre boutiques qui s’ouvrent sur la rue, et au sud par d’autres habitations et deux entrepôts. Dans le trapèze formé par la rue et le mur de soutènement ouest s’étage une série de pièces, dite « maison aux chars », en raison de la découverte sur le lieu des pièces métalliques d’une charrette.

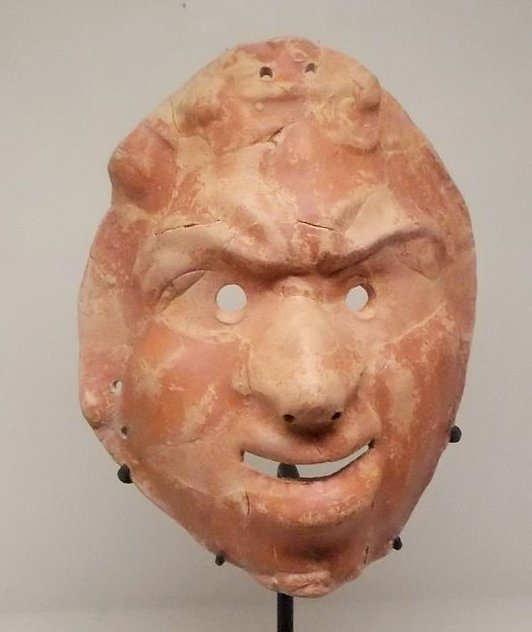
Masque décoratif en terre cuite, « maison aux masques » - Musée gallo-romain de Fourvière
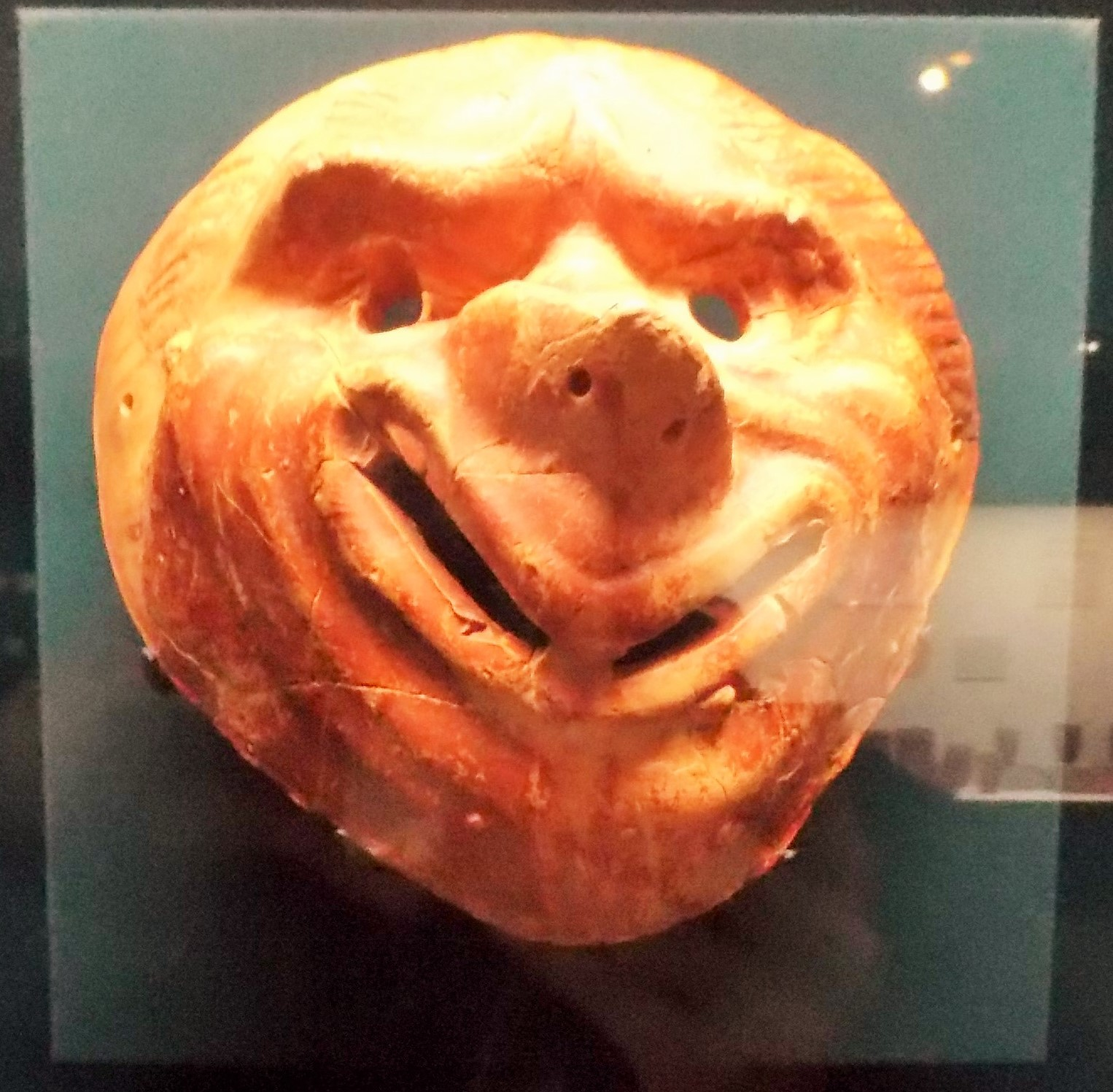
Masque décoratif en terre cuite, « maison aux masques » - Musée gallo-romain de Fourvière

#### La terrasse inférieure
Elle forme une grande place, la palestre, longée par un mur de soutènement avec pilastres. Cette esplanade est artificielle, elle a été formée au milieu du Ier siècle par l’épandage de remblais sur une épaisseur de 2 mètres, peut-être le volume de terre extrait lors de la construction des thermes. Elle est bordée au nord par des thermes publics, dont on voit encore les substructions restaurées. Le bâtiment thermal était formé d’un corps rectangulaire flanqué de deux ailes rectangulaires et bordées chacune par une abside. L’ensemble était soutenu par une série de huit galeries voûtées souterraines, orientées nord-sud, dont deux étaient antérieurement connues des archéologues. Outre leur rôle architectonique, ces salles ont pu servir de réserve pour le bois de chauffage des thermes.
Après la disparition de l’Empire romain, la place servit de nécropole des VIe siècle au VIIIe siècle.

### Conclusions
Les fouilles de la rue de Farges ont permis de constater l’importance des constructions en terre dans l’architecture romaine, traditionnellement réputée en pierre et mortier. Un colloque à Lyon en 1983 fut consacré à l’architecture de terre et de bois et aux techniques particulières nécessaires à la fouille archéologique de ces vestiges souvent peu perceptibles,.
La plus grande partie fouillée a été comblée, seuls les thermes restent visibles, par un accès sous les arcades de la résidence construite sur le site au 6, rue des Farges.

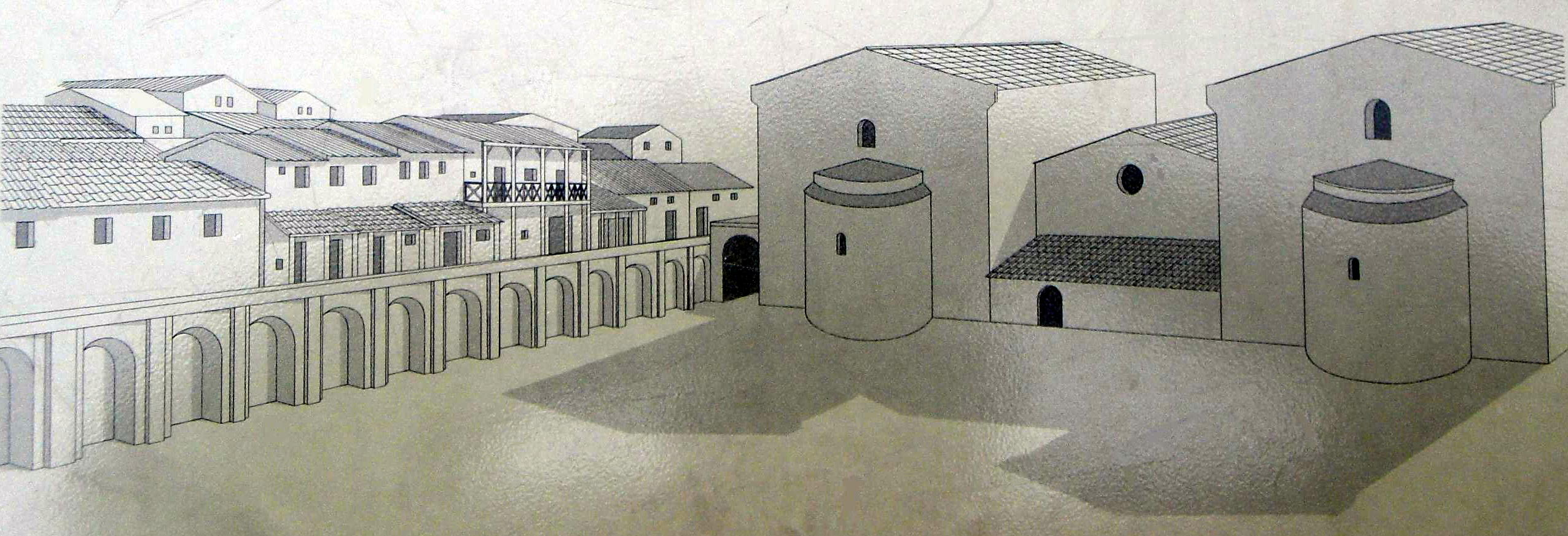
Vue d'artiste des thermes de la rue des Farges (à droite), avec un mur de soutènement pour la terrasse surmontée de maisons (à gauche).

## Thermes de l'avenue Adolphe-Max
Lors des travaux de percement du tunnel de la ligne D du métro furent mis au jour des éléments d'un complexe thermal tardif datés du IVe siècle. Les archéologues ont identifié deux salles à hypocauste. Le motif retrouvé sur un fragment d'enduit appartient au répertoire décoratif caractéristique de ce type de bâtiment.

## Thermes de l'Antiquaille
En 1827, lors de la construction de la buanderie à l’Hôpital de l'Antiquaille, on découvre les restes d’un établissement thermal de petite dimension (sans qu’il ne soit possible de dire s’il s’agit de bains privés ou publics). Des fouilles archéologiques préventives menées par le Service Archéologique de la Ville de Lyon (SAVL) en 2011-2012 orientent cependant l'interprétation vers un palais impérial.

## Autres thermes
Deux autres thermes publics sont connus grâce à l'épigraphie : les thermes d'Ullatius (inscription trouvée quai Pierre-Scize) et ceux d'Apollon (stèle trouvée dans les fondations de la commanderie de Saint-Georges).
Il est toutefois possible que les thermes d'Apollon soient ceux de la rue des Farges, trois autels dédiés à Apollon ayant été trouvés à Fourvière et à Saint-Just.